# Macro (canción)
Macro es una canción del grupo inglés de música electrónica Depeche Mode compuesta por Martin Gore, publicada en el álbum Playing the Angel de 2005.

## Descripción
Cantada por Martin Gore, es una función experimental minimalista basada en sonidos percusivos que recuerda los acercamientos de gente como Peter Gabriel o Paul Simon con ritmos africanizados. Sin embargo, el tema de DM está logrado desde cajas de ritmos, complementada con unas cuantas cuerdas de guitarra en secciones específicas. Macro llega a ser en musicalización casi dramática, mientras la letra es una curiosa analogía sobre las emociones humanas vistas desde una perspectiva cosmogónica.
Desde prácticamente el tercer álbum en la discografía de DM, Gore optó por cantar los temas más minimalistas de su repertorio con su voz de tenor, y en Macro algo de lo más llamativo es la letra tan onírica y medianamente espiritual en contra de la temática meramente religiosa que con tanta frecuencia ha manejado.
La letra en general es cadenciosa aunque por completo alegórica, pues todo se reduce a una metáfora sobre el amor, la sexualidad y la relación de pareja, mientras la musicalización es algo de lo más experimental de DM al estar apoyada para su sonido en la rítmica percusión, la cual no es propiamente de batería sino desde tradicionales cajas de ritmos.
A ello se debe su particular ritmo casi africano, a la percusión acompasada retocada con un efecto de vació, logrando paradójicamente uno de los temas de sonido más orgánico de DM pese al acompañamiento de notas puramente sintéticas que se oyen así en segundo plano; de hecho en la coda la percusión se vuelve todavía más dura, con sólo el acompañamiento de acordes de guitarra.
Como curiosidad, es uno de los pocos temas cantados por Martin Gore en donde el vocalista David Gahan hace la segunda voz, sólo en el coro, que es en donde la batería se endurece aún más, pero logrando una vocalización rara vez oída de DM con Gore en primer plano, apenas junto con Sweetest Perfection del álbum Violator de 1990.
Originalmente se anunció en la página oficial de DM, poco antes de la publicación de Playing the Angel, con el título Macrovision.

## En directo
La canción estuvo presente sólo durante el correspondiente Touring the Angel, aunque no en todas las fechas pues se rotaba con el tema Damaged People. La interpretación se hacía idéntica a la del álbum, como función electroacústica, aunque con los coros a tres voces con la participación de Peter Gordeno, quien entre sus múltiples funciones en escenarios desde su integración al grupo realiza acompañamiento vocal en casi todos los temas.
Por otro lado, parte de la percusión la realizaba desde luego el baterista teutón Christian Eigner, aunque sólo las partes más duras, pues la mayoría de la singular melodía estaba previamente programada para ser realizada desde sintetizador.
- Datos: Q5988933